# グリッド・ロケーター
グリッド・ロケーター（Grid Locator）とは、地球上での位置を経度・緯度を基準に6桁の英字・数字で表したもの。GLと略すことがある。主に無線通信で無線局の位置の概略を示す目的に使われ、これを用いると日本では相手局の位置が市区町村レベルで分かる。この表記方法は、イギリスのジョン・モリスが考案し1980年に同国のメイデンヘッドで規格が取り決められたことからメイデンヘッド・ロケーターシステム（Maidenhead Locator System）とも呼ばれる。
グリッド・ロケーターは、（2桁の英字）＋（2桁の数字）＋（2桁の英字）の形式で表される。1〜2文字目をフィールド、3〜4文字目をスクエア、5〜6文字目をサブスクエアと呼ぶ。

## 文字の割り当て
- フィールド
  - 1文字目は経度から決められる。西経180度を基準として20度ずつ東向きに区切り、それぞれの区域に対して順番にA〜Rの18文字を割り当てる。
  - 2文字目は緯度から決められる。南緯90度を基準として10度ずつ北向きに区切り、それぞれの区域に対して順番にA〜Rの18文字を割り当てる。
- スクエア
  - 3文字目は経度から決められる。一つのフィールドの西端の境界を基準として2度ずつ東向きに区切り、それぞれの区域に対して順番に0〜9の数字を割り当てる。
  - 4文字目は緯度から決められる。一つのフィールドの南端の境界を基準として1度ずつ北向きに区切り、それぞれの区域に対して順番に0〜9の数字を割り当てる。
- サブスクエア
  - 5文字目は経度から決められる。一つのスクエアの西端の境界を基準として5分ずつ東向きに区切り、それぞれの区域に対して順番にA〜Xの24文字を割り当てる。
  - 6文字目は緯度から決められる。一つのスクエアの南端の境界を基準として2.5分ずつ北向きに区切り、それぞれの区域に対して順番にA〜Xの24文字を割り当てる。